# Microsoft Servers

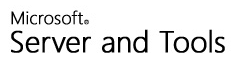
Logo of Microsoft Servers.

Microsoft Servers (раніше називалася Windows Server System) — бренд, який охоплює серверні продукти Microsoft. Він включає в себе редакції Windows Server самої операційної системи Microsoft Windows, а також продукти, орієнтовані на більш широкий бізнес-ринок. На відміну від продуктів Microsoft Dynamics або Microsoft Office, більшість продуктів, які продаються під цим брендом, самі по собі не призначені для надання послуг.[джерело?]

## Сервери
До складу програмного забезпечення та технології Microsoft Servers входять: 

### Операційні системи
Спочатку серверні операційні системи Microsoft були редакціями сімейства Windows NT .  Починаючи з 2003 року, була сформована підсемейство Windows Server, яка охоплює версії серверної операційної системи, незалежно від клієнтських версій Windows. 
Серверні операційні системи Microsoft включають: 
- Windows NT 3.1 Advanced Server Edition
- Windows NT 3.5 Server edition
- Windows NT 3.51 Server edition
- Windows NT 4.0 (редакція Server, Server Enterprise і сервер терміналів)
- Windows 2000 (редакції Server, Advanced Server і Datacenter Server)
- Windows Server 2003 , включаючи: 
  - Windows Home Server
  - Windows Storage Server
  - Сервер кластера Windows Compute
- Windows Server 2003 R2
- Windows Server 2008 , включаючи: 
  - Windows Essential Business Server 2008
  - Windows HPC Server 2008
- Windows Server 2008 R2 , включаючи: 
  - Windows Home Server 2011
- Windows Server 2012
- Windows Server 2012 R2
- Windows Server 2016
- Windows Server 2019

### Пропозиції операційної системи
Нижче наведено спеціальні пропозиції, що складаються з однієї з вищеописаних операційних систем: 
- Windows Server Essentials (спочатку  Windows Small Business Server)
- Windows MultiPoint Server

### Продуктивність
Деякі продукти, включені до бренду продукту Windows Server System, розроблені спеціально для взаємодії з Microsoft Office.  До них належать:     
- BizTalk Server - засоби проектування та інтеграції бізнес-процесів
- Commerce Server - портал електронної комерції
- Інформаційні служби Інтернету (IIS) - вебсервер , FTP-сервер і основний сервер електронної пошти
- Exchange Server - сервер електронної пошти та спільної роботи
- Forms Server - електронні форми на базі серверів
- Host Integration Server - з'єднувач даних і управління між середовищами Windows і системами мейнфреймів, такими як AS / 400 , раніше відомий як сервер Microsoft SNA [1] [2]
- Сервер Groove - сервер співпраці; працює спільно з Microsoft SharePoint Workspace
- Server PerformancePoint - сервер управління ефективністю бізнесу
- Project Server - послуги з управління проектами та розподілу ресурсів; працює як серверний компонент Microsoft Project
  - Сервер портфоліо проекту
- Сервер пошуку
- SharePoint Server - створює сайти, призначені для співпраці, обміну файлами, веббаз даних, соціальних мереж і вебпублікацій.
- Skype for Business Server - сервер миттєвих повідомлень і присутності, інтеграція з телефонними АТС .  Інтегрується з Skype for Business .
- Speech Server - Мовні програми для автоматизованих телефонних систем, включаючи розпізнавання голосу
- SQL Server - управління реляційними базами даних і сервером бізнес-аналітики
- Microsoft Hyper-V Server
- Virtual Server - віртуалізація платформ операційних систем [3]

### Безпека
- Forefront - Комплексна лінійка продуктів безпеки для бізнесу 
  - Шлюз керування загрозами - брандмауер , маршрутизація , VPN і сервер кешування , раніше відомий як Microsoft ISA Server або Microsoft Proxy Server у своїх попередніх ітераціях
  - Захист для Exchange Server
  - Захист для SharePoint Server
  - Захист онлайн обміну
  - Єдиний шлюз доступу
  - Менеджер ідентифікації
- Identity Integration Server - продукт керування ідентифікацією

## Microsoft System Center
Microsoft System Center , набір серверних продуктів, спрямований на допомогу корпоративним системним адміністраторам у керуванні мережею Windows Server і настільних систем клієнта. 
- System Center Advisor - Пропозиція програмного забезпечення як послуги , яка допомагає змінити або оцінити конфігурацію програмного забезпечення серверів Microsoft через Інтернет
- System Center App Controller - Уніфіковане керування для загальнодоступних та приватних хмар, включаючи хмарні віртуальні машини та служби
- System Center Configuration Manager - Управління конфігурацією, управління активами апаратного та програмного забезпечення, засоби розгортання виправлень для настільних комп'ютерів Windows (раніше Systems Management Server); включає центр програмного забезпечення. [5]
- System Center Data Protection Manager - Безперервний захист даних і відновлення даних
- System Center Endpoint Protection - Засоби захисту від шкідливих програм та безпеки для продуктів Microsoft
- System Center Essentials - Комбіновані можливості Operations Manager та служби оновлення програмного забезпечення Windows (WSUS), спрямовані на малий і середній бізнес
- Orchestrator System Center (раніше Opalis) - автоматизована платформа для організації та інтеграції адміністративних інструментів для зниження витрат на роботу центрів обробки даних, одночасно підвищує надійність ІТ-процесів.  Вона дозволяє організаціям автоматизувати кращі практики, такі як ті, що містяться в Microsoft Operations Framework (MOF) і бібліотеці інфраструктури інформаційних технологій (ITIL).  Orchestrator працює через процеси робочих процесів, які координують System Center та інші інструменти управління для автоматизації процесу реагування на інциденти, зміни та дотримання, а також процесів управління життєвим циклом обслуговування. [6]
- System Center Operations Manager - моніторинг сервісів і додатків
- System Center Service Manager - Поєднується з SCOM, SCCM для відстеження активів, а також управління інцидентами, проблемами, змінами та налаштуваннями (кодове ім'я: Service Desk)
- Менеджер віртуальних машин System Center - віртуалізація віртуальних машин і центрів обробки даних

## Припинені серверні продукти
- Послуги для UNIX - SFU тільки для Windows XP Pro та Windows Server 2003
- Microsoft Application Center - Розгортання вебдодатків на декількох серверах.  Деякі з його можливостей знаходяться зараз у System Center.
- Сервер Microsoft BackOffice
- Сервер керування вмістом - керування та публікація вмісту вебсайту .  Об'єднано в Microsoft SharePoint Server .
- Сервер Microsoft SNA - замінений на сервер Microsoft Integration Server
- Сервер Microsoft Site - замінено на Microsoft Commerce Server
- Microsoft Merchant Server - замінено на Microsoft Site Server
- Microsoft Proxy Server - замінено на Microsoft Forefront Threat Management Gateway (також відомий як ISA Server)
- Планувальник ємностей System Center - надає керівництво[що?] з планування спроможності придбання та передової практики